# سخمت
سخمت (به زبان قبطی: Ⲥⲁⲭⲙⲓ)(به انگلیسی: Sekhmet)به معنای او که می‌خراشد، ایزدبانویی در دین مصر باستان بود. او به صورت زنی با سر شیر و نماد خورشید در پشت آن به تصویر کشیده میشد. از دهان سخمت بادهای صحرا بیرون می‌آمدند.
خدایگان جنگ به صورت نمودهای خورشید به نمایش گذاشته می‌شدند؛ خورشید ابزار انتقام رع بر ضد شورش مردمان بوده است و نه تنها بدنش تن شورشیان را می‌سوزاند که تیرهای درخشانش دشمنان شاه را نابود می‌کرد.

## شخصیت
سخمت همسر پتاح و مادر نفرتوم است. ایزدبانوی گربه، باستت نیز گاه به عنوان سخمت معرفی میشد، اگرچه گفته می‌شود باستت سبز و سخمت قرمز می‌پوشیده است.

## آیین
سخمت کسی بود که بادهای میاسمایی را که باعث بیماری می‌شدند تولید می‌کرد. رع برای آنکه جلوی او را بگیرد تا همه انسان‌ها را نکشد نوشیدنی‌ای به رنگ قرمز ساخت تا عطش او به خون را فرو بنشاند. نوشیدنی سمی بود و باعث شد که هاثور جای او را بگیرد. این داستانی است که در یکی از جشنواره‌های مصر باستان نقل میشد؛ جایی که در آن مردم از عمد میزان بسیار زیادی نوشیدنی زیتوس می‌نوشیدند.

## نگارخانه

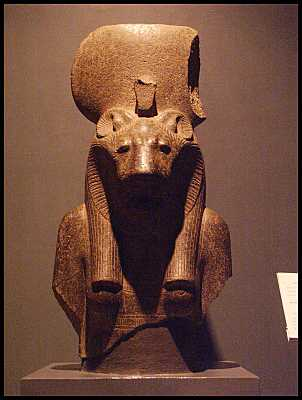
تندیس سخمت، موزه لوور
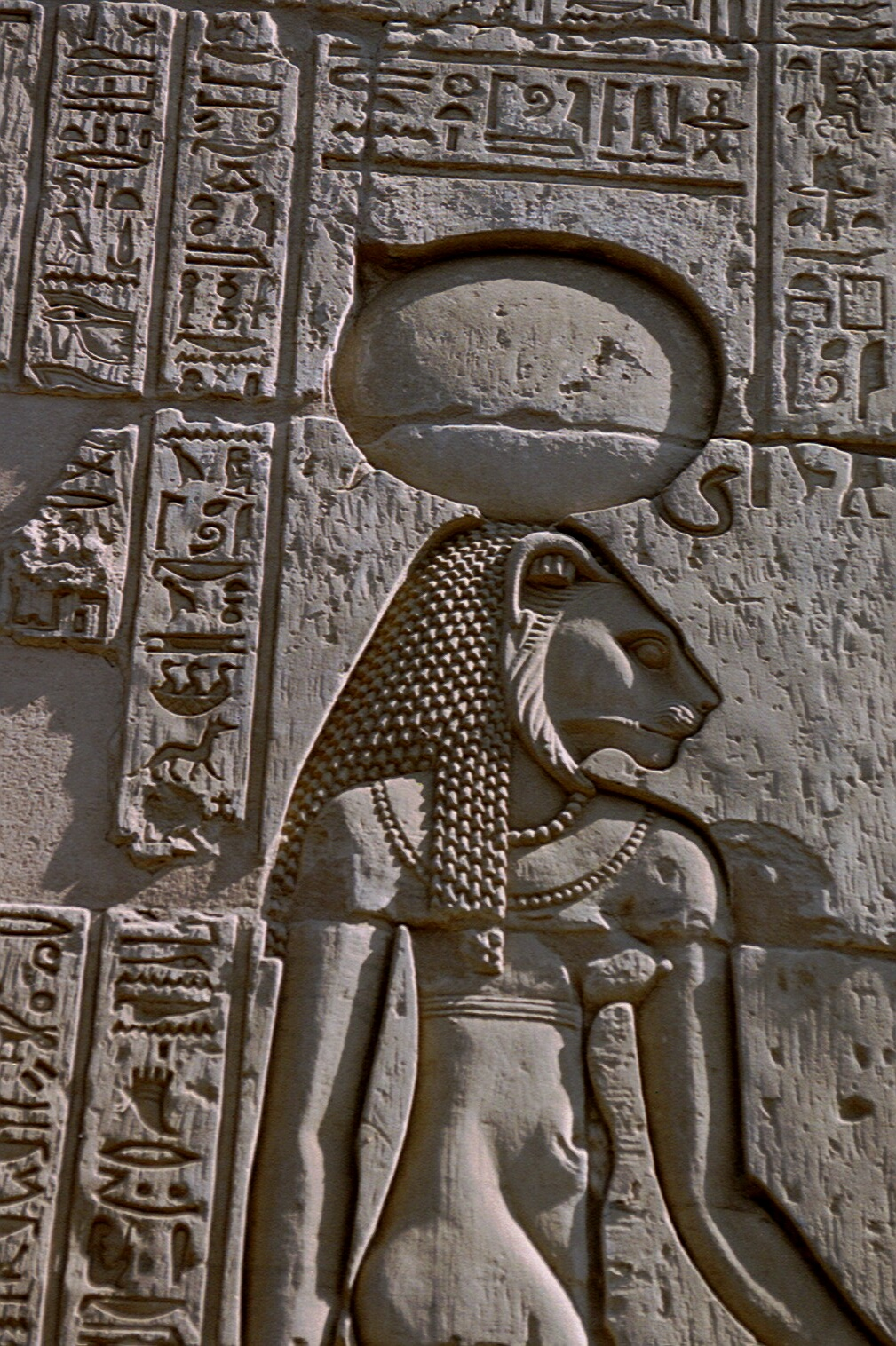
تصویری از سخمت، معبد کوم اومبو
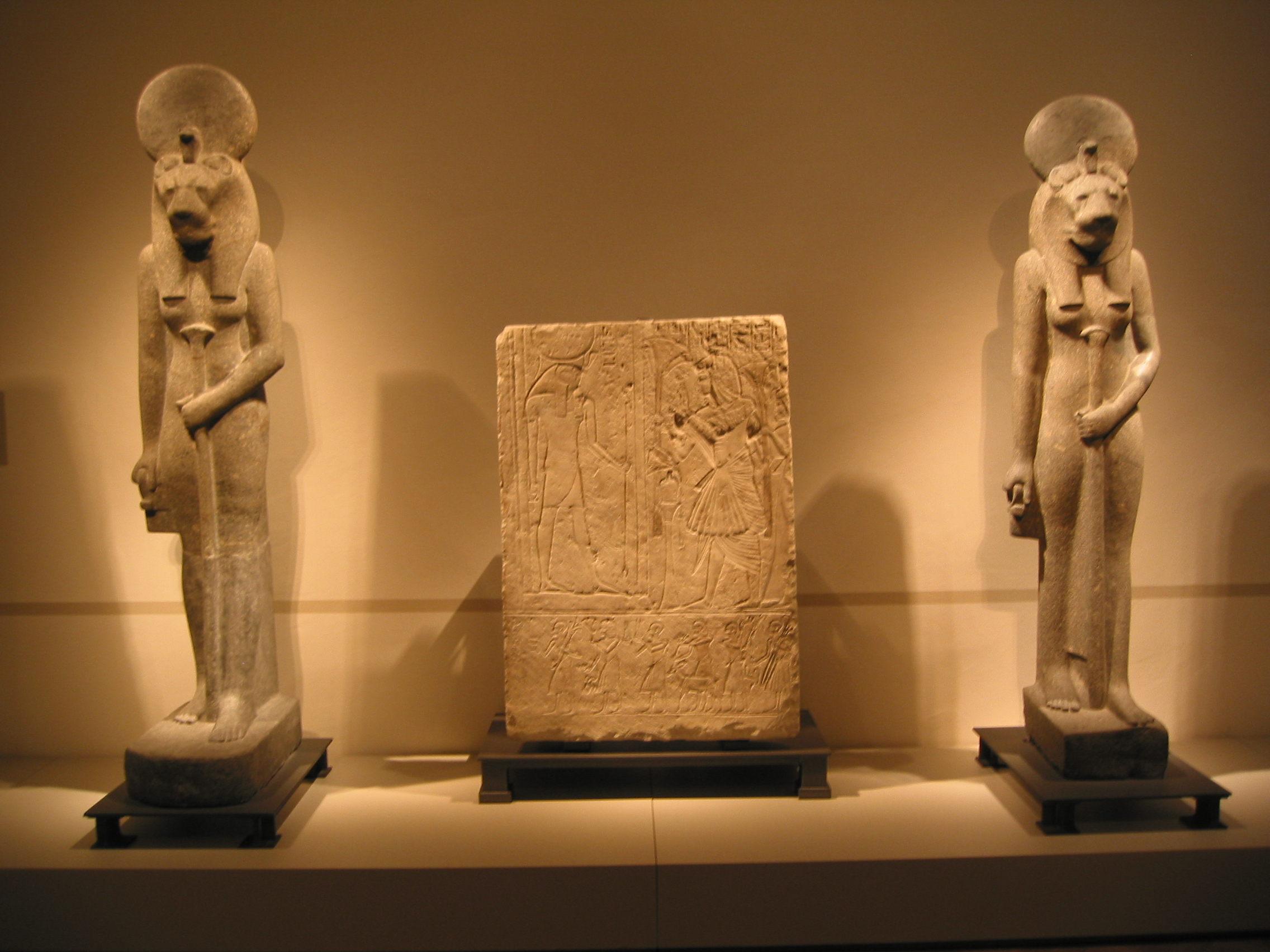
دو تندیس از سخمت در کنار سنگ‌نگاره‌ای مربوط به مراسم خاک‌سپاری، موزه مصرشناسی برلین
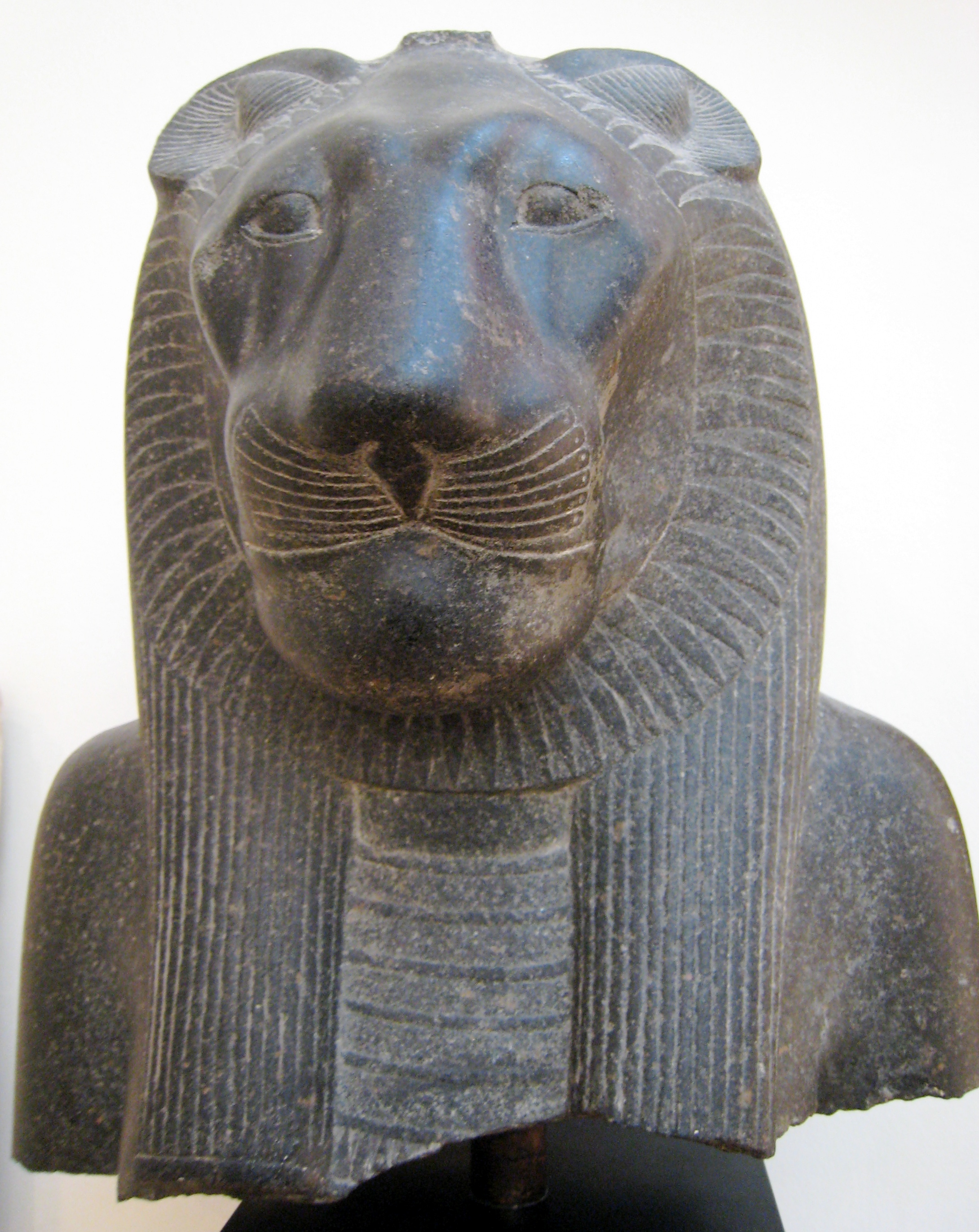
سردیس سخمت از جنس گرانیت در معبد اقصر مربوط به ۱۳۶۵-۱۴۰۳ پ. م.، موزه ملی، کپنهاگ
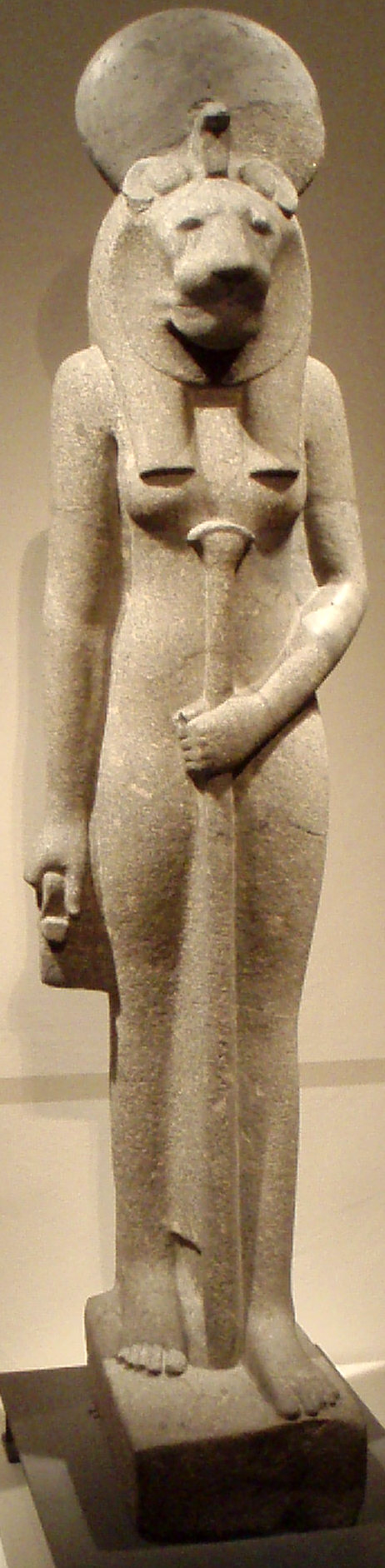
تندیس سخمت مربوط به سال ۱۳۷۰ پیش از میلاد، موزه آلتس، برلین